# Parma Challenger
Il Parma Challenger, nome ufficiale Parma Challenger presented by Iren per ragioni di sponsorizzazione, è un torneo professionistico di tennis maschile che fa parte dell'ATP Challenger Tour nella categoria Challenger 125. È stato inaugurato nel 2022 sui campi in terra rossa del Tennis Club Parma a Parma, in Italia, con l'organizzazione della MEF tennis events.

## Storia
Il torneo nasce dalle esperienze fatte nella zona di Parma dalla MEF Tennis Events, che nel 2019 e 2020 aveva organizzato sui campi del Tennis Club President della vicina Montechiarugolo il Challenger Internazionali di Tennis Emilia Romagna. Nel 2020 la MEF tennis events aveva organizzato anche gli Internazionali di Tennis Città di Parma, un altro Challenger giocato sui campi in sintetico del PalaRaschi di Parma.
Nel 2021 il Challenger non è stato disputato, e al suo posto la MEF tennis events aveva organizzato l'Emilia Romagna Open, il cui torneo maschile era parte del circuito ATP e si era svolto a Montechiarugolo, si era giocato per la prima volta il torneo femminile facente parte del circuito WTA 250, svoltosi la settimana prima di quello maschile al Tennis Club Parma.
Nel giugno 2022 è stato ripristinato il Challenger 125 maschile a Montechiarugolo con il nuovo nome Emilia-Romagna Tennis Cup, e per l'occasione i dirigenti del Tennis Club President si sono affidati all'organizzazione dell'azienda Master Group Sport. Nell'ottobre dello stesso anno la MEF tennis events ha organizzato il Parma Challenger, disputato al Tennis Club Parma la settimana dopo lo svolgimento del Parma Ladies Open, torneo femminile WTA 250 anch'esso organizzato dalla MEF tennis events al Tennis Club Parma.

## Albo d'oro

### Singolare
| Anno | Campione       | Finalista     | Punteggio        |
| ---- | -------------- | ------------- | ---------------- |
| 2022 | Timofej Skatov | Jozef Kovalík | 7–5, 6(2)–7, 6–4 |

### Doppio
| Anno | Campioni                    | Finalisti                        | Punteggio |
| ---- | --------------------------- | -------------------------------- | --------- |
| 2022 | Tomislav Brkić Nikola Ćaćić | Luis David Martínez Igor Zelenay | 6–2, 6–2  |